# Argeliers
Argeliers is een gemeente in het Franse departement Aude (regio Occitanie). De plaats maakt deel uit van het arrondissement Narbonne. Argeliers telde op 1 januari 2022 2.128 inwoners.
Op 11 maart 1907 begon de Wijnboerenopstand in Argeliers, toen 87 manifestanten onder leiding van cafébaas Marcelin Albert, een mars naar Narbonne begonnen.

## Geografie
De oppervlakte van Argeliers bedroeg op 1 januari 2022 10,79 vierkante kilometer; de bevolkingsdichtheid was toen 197,2 inwoners per km².
De onderstaande kaart toont de ligging van Argeliers met de belangrijkste infrastructuur en aangrenzende gemeenten.

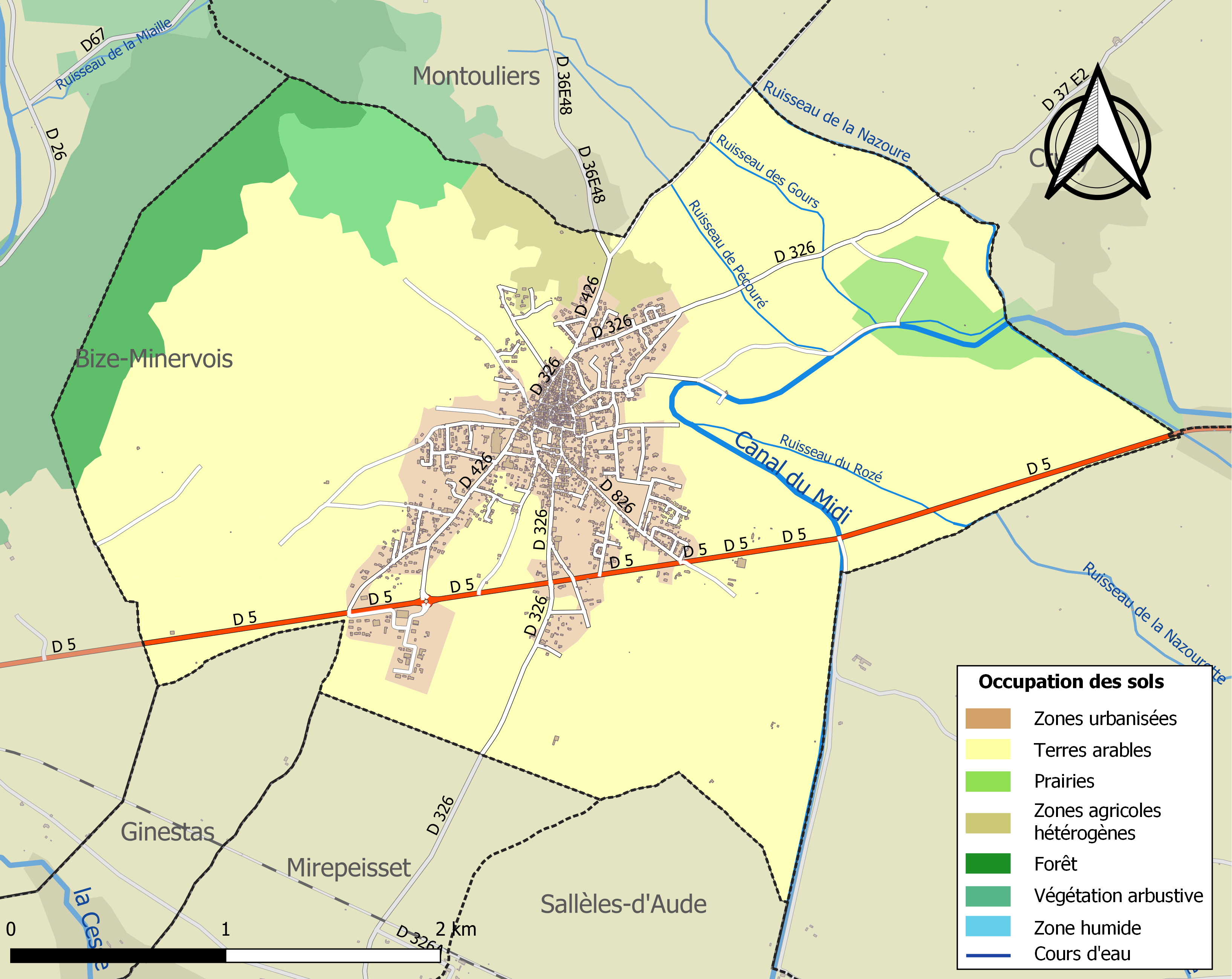

## Demografie
Onderstaande figuur toont het verloop van het inwonertal (bron: INSEE-tellingen).

Vanwege een beveiligingsprobleem met de MediaWiki Graph-software is het momenteel niet mogelijk deze grafiek weer te geven. Zodra de software is bijgewerkt zal de grafiek vanzelf weer zichtbaar worden.

## Geboren
- Marcelin Albert (1851-1921), leider van wijnboerenopstand van 1907. Tegenwoordig is er nog een plein dat zijn naam draagt.